# Пака (Мислиња)
Пака (словен. Paka) је насељено место у општини Мислиња, Корушка регија, Словенија. Део је насеља Пака (Витање), које је административним границама подељено на два дела.

## Историја
До територијалне реорганизације у Словенији била је у саставу старе општине Словењ Градец.

## Становништво
У попису становништва из 2011. године, Пака је имала 47 становника.
| Број становника према пописима | Број становника према пописима | Број становника према пописима |
| ------------------------------ | ------------------------------ | ------------------------------ |
| 1991                           | 2002                           | 2011                           |
| 55                             | 49                             | 47                             |